# Charlie Sheen
Charlie Irwin Sheen, rodným jménem Carlos Irwin Estévez (* 3. září 1965 New York City), je americký herec, který se proslavil svými rolemi ve filmech Žhavé výstřely (1991), Četa (1986) nebo v seriálu Dva a půl chlapa (2003 až 2013).

## Život a kariéra
Pochází z umělecké rodiny, jeho matka je Janet Estevéz (rozená Templetonová) a otec Ramón Estévez, známý také pod uměleckým jménem Martin Sheen. Po Charlieho narození se rodina přestěhovala do Malibu v Kalifornii, kde v Santa Monice vystudoval střední školu a krátkou dobu působil v tamním baseballovém týmu.
Kariéru začal v roce 1984 televizními seriály. V roce 1986 dostal hlavní roli ve válečném filmu Četa a o rok později si zahrál se svým otcem v dalším hollywoodském filmu Wall Street.
Byl dvakrát nominován na cenu Emmy a v roce 2002 získal Zlatý glóbus za nejlepší výkon v televizním seriálu Spin City.
V současnosti je potřetí rozvedený, se svojí druhou manželkou Denise Richardsovou má dvě děti a se svou třetí ženou má dvojčata. Jeho otec proslul jako představitel prezidenta USA v seriálu Západní křídlo.
Jako jeden z mála herců je členem hnutí 9/11 truth movement. V roce 2009 se často objevoval ve vysílání Alexe Jonese a poskytl nové podněty k zamyšlení nad neštěstím 11. září 2001 v New Yorku. Internet rychle oblétlo jeho video a článek 20 minut s prezidentem o jeho rozhovoru s prezidentem Obamou.

Charlie Sheen jako Charlie Harper v seriálu Dva a půl chlapa

V roce 2011 jej vyloučili z natáčení seriálu Dva a půl chlapa kvůli problémům s drogami. 17. listopadu 2015 potvrdil Sheen v talk show televize NBC, že je HIV pozitivní.

## Vybraná filmografie
- 1974 The Execution of Private Slovik
- 1984 Rudý úsvit
- 1985 The Fourth Wise Man
- 1986 The Wraith Černý Přízrak
- 1986 Wisdom
- 1986 Četa
- 1987 Wall Street
- 1988 Mladé pušky
- 1988 Osm mužů z kola ven
- 1989 První liga
- 1990 Zelenáč
- 1990 Námořní pěchota
- 1990 Hora odvahy
- 1990 Muži v práci
- 1991 Žhavé výstřely
- 1992 Ve stínu gangu
- 1993 Tři mušketýři
- 1993 Nabitá zbraň 1
- 1993 Žhavé výstřely 2
- 1994 Nebezpečné pády
- 1994 První liga 2
- 1996 Všichni starostovi muži
- 1996 Invaze
- 1996 Charlie 2: Všichni pejskové přijdou do nebe
- 1997 Temné spiknutí
- 1997 Teror
- 1998 Bestie
- 1998 Polda
- 1998 Dopis z cely smrti
- 1998 Free Money
- 1999 V kůži Johna Malkoviche
- 2003 Dva a půl chlapa
- 2003 Scary Movie 3
- 2003 Sláva jen pro mrtvé
- 2004 The 30th Annual People's Choice Awards
- 2004 Velká rána
- 2005 Something Salted and Twisted
- 2005 Santa's Village of the Damned
- 2006 Scary Movie 4
- 2006 That Special Tug
- 2006 Humiliation Is a Visual Medium
- 2010 Wall Street: Money Never Sleeps
- 2012 Anger Management
- 2012 Glimpse Inside the Mind of Charles Swan III, A
- 2012 She Wants Me
- 2013 Scary Movie 5
- 2013 Machete Kills
- 2017 Mad Families
- 2017 9/11
- 2020 Grizzly II: The Predator